# Pietro Lorenzetti
Pietro Lorenzetti (Siena, entre 1280 e 1285 — Siena, 1348) foi um pintor italiano da escola sienesa. Ele trabalhou aproximadamente de 1306 até 1347. Seu irmão foi o pintor Ambrogio Lorenzetti.
Foi influenciado por Giovanni Pisano, Giotto, e trabalhou com Simone Martini em Assis. Ele e seu irmão, Ambrogio Lorenzetti, ajudaram a introduzir o naturalismo na arte de Siena.
Muitos dos seus trabalhos religiosos estão nas igrejas de Siena, Arezzo e Assis. Um dos seus últimos trabalhos é a Natividade da Virgem, agora no museu da Catedral de Siena. Sua obra-prima são os afrescos na parte inferior da Basílica de São Francisco de Assis.
Os Irmãos Lorenzetti e seus contemporâneos de Florença, entre eles Giotto, junto com seus próprios seguidores Bernardo Daddi e Maso Di Banco, introduziram as representações pictóricas de terras, cidades e campo na arte da época.
Sua biografia também foi escrita por Giorgio Vasari.

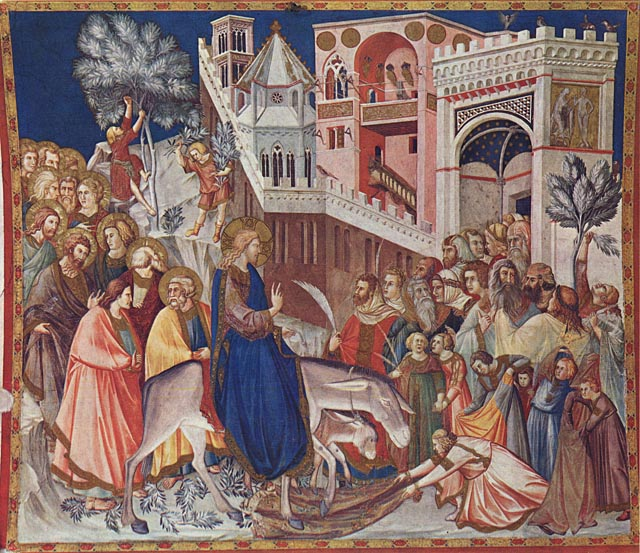
Entrada de Cristo em Jerusalém, Pietro Lorenzetti.

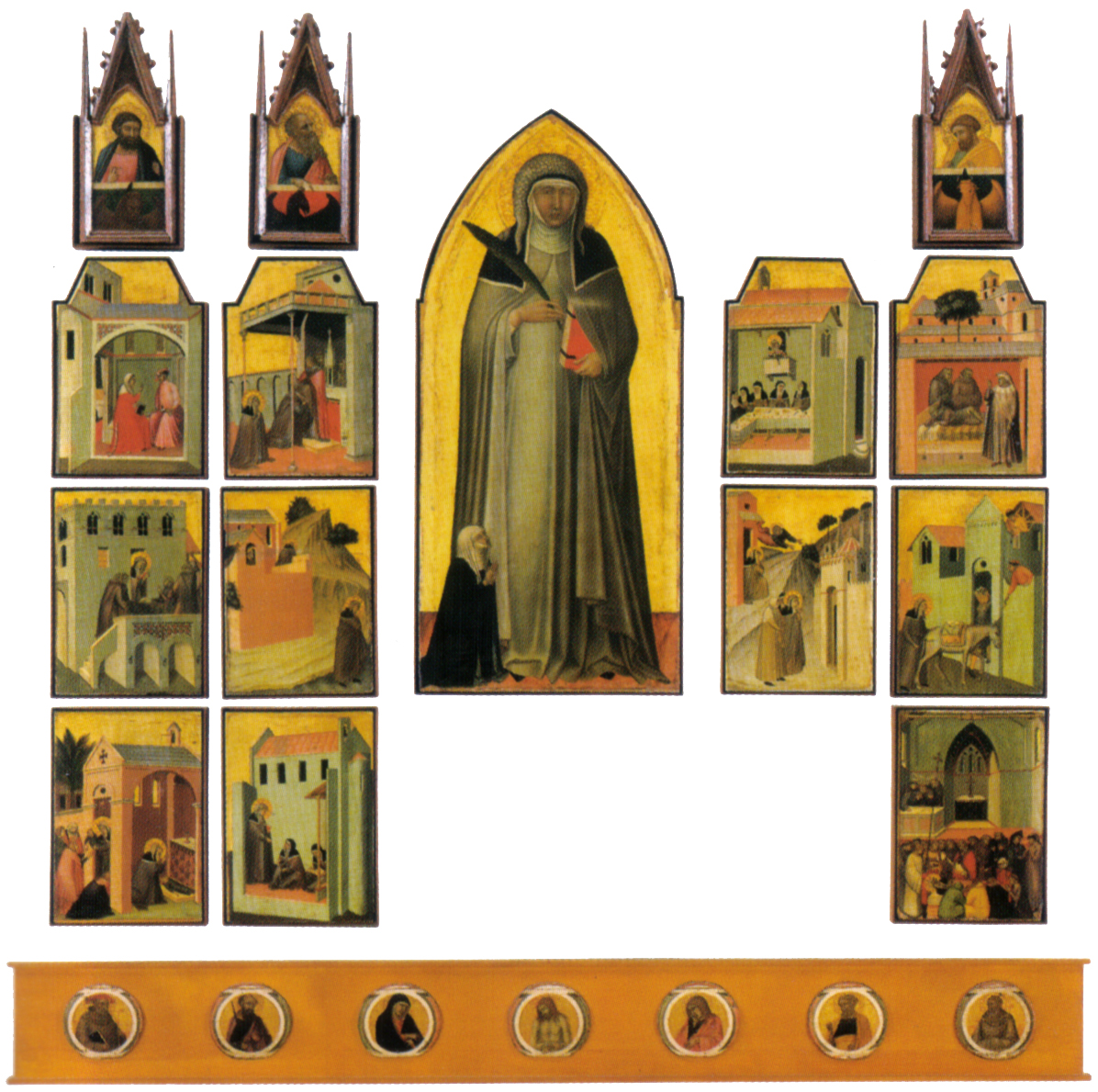
Beata Umiltà Alterpiece, Galeria Uffizi, Florença, Itália